# 西平公主 (唐文宗)
西平公主（9世纪—？），唐朝公主，是中国唐朝第十四代皇帝唐文宗李昂的四个女儿之一。她的生母不详，史书仅仅记载了她的封号西平公主。没有关于西平公主是否婚嫁的记载。